# 6-cloro-1-hexeno
El 6-cloro-1-hexeno, llamado también 6-clorohex-1-eno o cloruro de 5-hexenilo, es un compuesto orgánico de fórmula molecular C6H11Cl. Es un haloalqueno lineal de seis carbonos con un átomo de cloro unido a uno de los carbonos terminales y un doble enlace en el extremo opuesto de la cadena carbonada.

## Propiedades físicas y químicas
A temperatura ambiente, el 6-cloro-1-hexeno es un líquido incoloro con una densidad inferior a la del agua, ρ = 0,896 g/cm³. Tiene su punto de ebullición a 135 °C y su punto de fusión a -62 °C, siendo este último valor estimado.
El valor del logaritmo de su coeficiente de reparto, logP ≃ 3,15, indica que es más soluble en disolventes apolares que en disolventes polares.
Su solubilidad en agua, muy baja, es de aproximadamente 125 mg/L.
Es incompatible con agentes oxidantes fuertes.

## Síntesis
El 6-cloro-1-hexeno se prepara tratando una disolución de 5-hexenol y tetraclorometano anhidro con trifenilfosfina, seguido de reflujo con agitación durante una hora. De esta manera se obtiene un rendimiento del 71%.

## Usos
A partir del 6-cloro-1-hexeno se puede preparar 1,1,1,3-tetracloroheptano por cloración con cloruro de triclorometanosulfonilo; esta reacción, con la que se alcanza un rendimiento del 99%, tiene lugar en alcohol terc-butílico y requiere un iniciador radical.
Con este cloroalqueno se han logrado reacciones de acoplamiento, mediadas por paladio y luz, de cuatro componentes: la reacción tiene lugar con ioduros de alquilo, alcoholes y monóxido de carbono, en presencia de diclorobis(trifenilfosfina)paladio (II) bajo radiación de una lámpara de xenón, para obtener los correspondientes ésteres funcionalizados.
Por otra parte, el 6-cloro-1-hexeno reacciona con iminas β-sustituidas en presencia de un catalizador de rodio para proporcionar iminas tri- y tetra-sustituidas.
La litiación reductora de 6-cloro-1-hexeno es un método versátil para generar compuestos de organolitio. En este procedimiento se emplea un exceso de litio en polvo y una cantidad catalítica de 4,4′-di-terc-butilbifenilo (DTBB ) en tetrahidrofurano (THF) para dar ciclopentanos ‌con muy altos rendimientos.